# Anton Emanuel von Komers

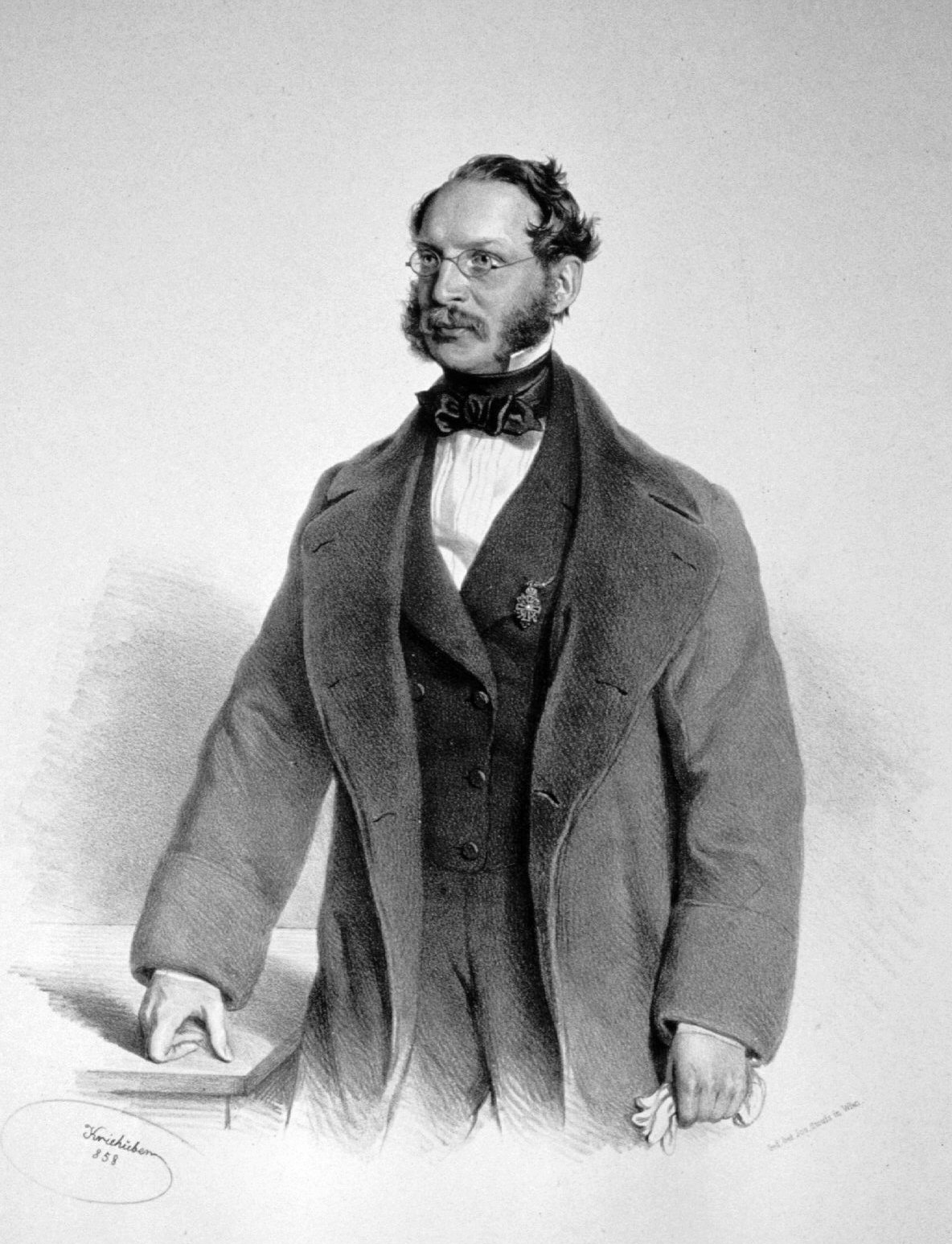
Anton Emanuel Komers, Lithographie von Josef Kriehuber, 1858

Anton Emanuel (seit 1873) Ritter von Komers (* 13. Juni 1814 in Humpoletz, Böhmen; † 18. Dezember 1893 in Iglau, Mähren) war ein böhmischer Agrarfachmann und Förderer der Landwirtschaft.

## Herkunft und Familie
Anton Emanuel Komers stammte aus einer bürgerlichen Familie in Humpoletz, der Vater Matej Komers war Inhaber eines Handelsgeschäftes, das in Verbindung zu dem benachbarten Kloster Seelau (Želiv) stand. Seine Herkunftsfamilie Komers stammte vermutlich aus Dalmatien. Matej Komers hatte neben Anton Emanuel Komers noch zwei weitere Söhne. Karl Eduard Komers (seit 1862) Freiherr von Lindenbach (* 1. November 1792 in Humpoletz, † 1. Mai 1870 in Pilgrims (Pelhřimov)), ein Militärjurist, welcher 1851 das Gut Libkova Voda bei Pilgrims kaufte und seit 1854 Vorstand einer Abteilung des Kriegsministerium in Wien war, und Emanuel Heinrich Komers (seit 1869) Freiherr von Lindenbach (* 20. Dezember 1810 in Humpoletz, † 18. Januar 1889 in Zak (Zaky) bei Tschaslau (Čáslav), Bezirk Kuttenberg (Kutna Hora)), Verwaltungsjurist, in den Jahren 1865 bis 1867 Justizminister im Kabinett des Richard Belcredi, Ministerpräsident der Monarchie Österreich-Ungarn. Er ist Vater des Feldmarschallleutnant Camillo Komers Freiherr von Lindenbach (* 1839, † 1896) und dessen jüngerem Bruder Hugo Komers Freiherr von Lindenbach (* 1841, † 1909), 1887 Kommandant des Ungarisch-Kroatischen Ulanen-Regiment „Nikolaus II. Kaiser von Russland“ Nr. 5.

## Leben
Als Absolvent des Gymnasiums in Iglau (Jihlava) mit einer landwirtschaftlichen Ausbildung wurde Anton Emanuel Komers 1832 Assistent bei der Güterverwaltung der Thun-Hohenstein’schen Herrschaftsverwaltung in Tetschen (Decin) in Nordböhmen. Gefördert durch ein Stipendium der Grafen Thun und Hohenstein setzte er an der landwirtschaftlichen Hochschule in Hohenheim bei Stuttgart, der späteren Universität Hohenheim, seine Ausbildung zum Agrarfachmann fort. Nach der Rückkehr wurde er Domänenrat und Wirtschaftsdirektor der Domäne Perutz (Peruc) und 1844 Zentraldirektor und Mitkurator der gesamten Thun und Hohenstein’schen Dömänen.
Anton Emanuel von Komers war 1855 Gründer der landwirtschaftlichen Lehranstalt und Ackerbauschule in Tetschen-Liebwerd (Libverda), der späteren landwirtschaftlichen Hochschule Tetschen-Liebwerd, welche er durch Jahre leitete. Er kaufte Schloss und Gut Mostau (Mostov) in Westböhmen, verbesserte die dortige landwirtschaftliche Betriebsführung, leitete die Aufforstungsarbeiten und baute ein Mustergut auf. Am 5. Februar 1873 wurde er in den österreichischen Adelstand mit dem Prädikat: Ritter von Komers erhoben. 1886 verkaufte er Schloss und Gut Mostau an den Großindustriellen Georg Haas von Hasenfels.
Er war Vizepräsident der patriotischen Gesellschaft in Prag, nach deren Auflösung Ausschussmitglied und seit 1877 zweiter Präsident des Landeskulturrats in Böhmen. In den Jahren 1861 bis 1882 war er Herausgeber des „Jahrbuch für Österreichische Landwirte nebst landwirtschaftlichem Geschäftskalender“, in welchem zahlreiche seiner Publikationen erschienen sind. Im Jahre 1885 zog er sich, durch eine Erkrankung gezwungen, aus dem öffentlichen Leben zurück und lebte bis zu seinem Tod in Iglau in Mähren. Anton Emanuel Ritter von Komers war Träger zahlreicher Auszeichnungen. Die von ihm 1855 gegründete Fachschule für Gartenbau und Landwirtschaft in Tetschen-Liebwerd in Nordböhmen erhielt nach dem Jahre 1989 in tschechischer Sprache seinen Namen: „Antonina Emanuele Komers“.

## Werke (Auswahl)
- Beitrag zur Lösung der Frage über die Errichtung eines landwirtschaftlichen Institutes in Böhmen. 1848.
- Über die Einführung der Ackerbauschulen in Böhmen. 1951.
- Landwirthschaftliche Notizen für den Besuch vom Tetschen und Peruc. Prag 1856 (Digitalisat).
- Betrachtungen über die landwirthschaftliche Unterrichtsfrage; und die landwirthschaftliche Lehranstalt in Tetschen-Liebwerd  mit Skizzen aus der Güterverwaltung in Böhmen. Prag 1856 (Digitalisat).
- Die Landwirtschaft Österreichs. Prag 1863.
- Die Bodenkrafterschöpfung. Prag 1864.
- Der heutige Standpunkt der Bodenerschöpfungsfrage. Prag 1868.
- Abriß der Nationalökonomie. Prag 1868.
- Die landwirtschaftl. Betriebsorganisation. Prag 1876.
- Betrachtungen über die landwirtschaftliche Unterrichtsfrage. Prag 1856, 1875.
- Die landwirtschaftliche Fortschrittsbewegung. 1872.
- Skizzen über die Verwaltungsorganisation. 1873.
- Lage und Hilfskräfte der Landwirtschaft in der österreichisch-ungarischen Monarchie. Prag 1876.